# Xylopie

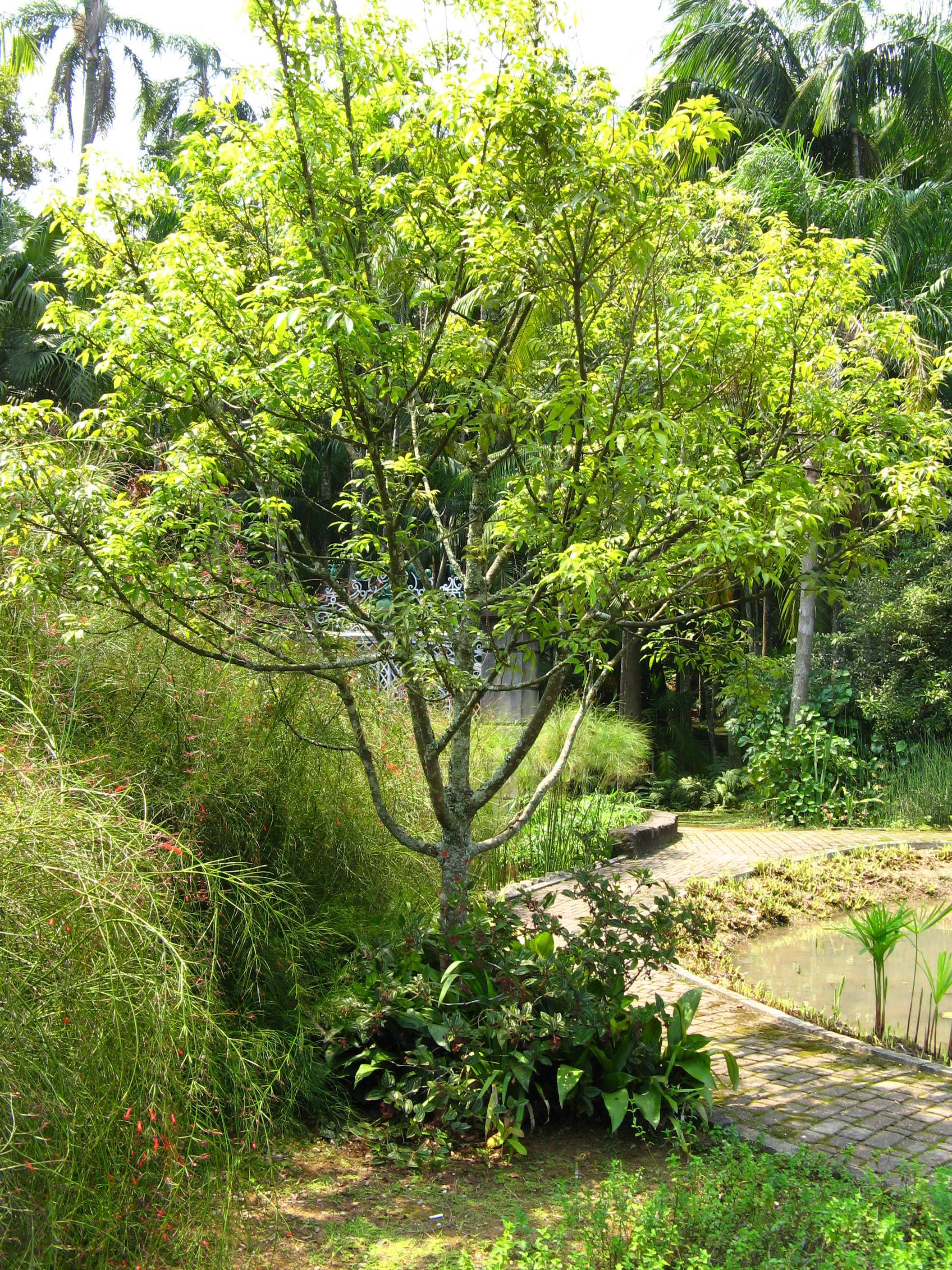
Xylopia brasiliensis

Xylopie (Xylopia), česky též hořkodřev, je rod rostlin z čeledi láhevníkovité. Jsou to stromy a keře s jednoduchými střídavými listy a dužnatými květy se šesti korunními plátky. Květy jsou opylovány zejména brouky a třásněnkami. Plodem je souplodí měchýřků. Rod zahrnuje asi 170 druhů a je rozšířen v tropech celého světa.
Xylopie mají poměrně mnohostranné využití v domorodé medicíně, těží se pro dřevo, plody a semena se používají jako koření aj.

## Popis
Xylopie jsou stromy a keře se střídavými, dvouřadě uspořádanými, střídavými listy. Čepele listů jsou často úzké a kožovité, na rubu s potlačenými sekundárními žilkami a vystouplou síťovitou terciární žilnatinou. Odění je tvořeno jednoduchými chlupy. Větve jsou obvykle tenké a dlouhé, často vodorovně uspořádané. Květy jsou spíše drobné, oboupohlavné, přisedlé nebo krátce stopkaté, úžlabní, jednotlivé nebo v úžlabních svazečcích, někdy vyrůstající ze starších větví nebo i z kmene (kauliflorie). V květech je kuželovité, uprostřed vyhloubené receptákulum. Kalich je trojčetný, kališní lístky jsou téměř volné až srostlé. Koruna je tvořena 6 dužnatými, čárkovitě podlouhlými, troúhelníkovitými nebo lžicovitými plátky ve 2 kruzích. Oba kruhy mohou být víceméně stejné, nebo jsou lístky vnějšího kruhu větší než vnitřní. Tyčinek je mnoho. U některých druhů jsou v květech přítomna i sterilní staminodia. Gyneceum je tvořeno několika až mnoha (výjimečně jen jedním) pestíky hluboce zanořenými v receptákulu. Každý pestík obsahuje 2 až 6 vajíček. Plodem je souplodí obvejčitých, válcovitých nebo srpovitých, pukavých nebo nepukavých, většinou stopkatých měchýřků, obsahujících několik semen uspořádaných v jedné řadě. U části druhů mají semena dužnatý míšek.

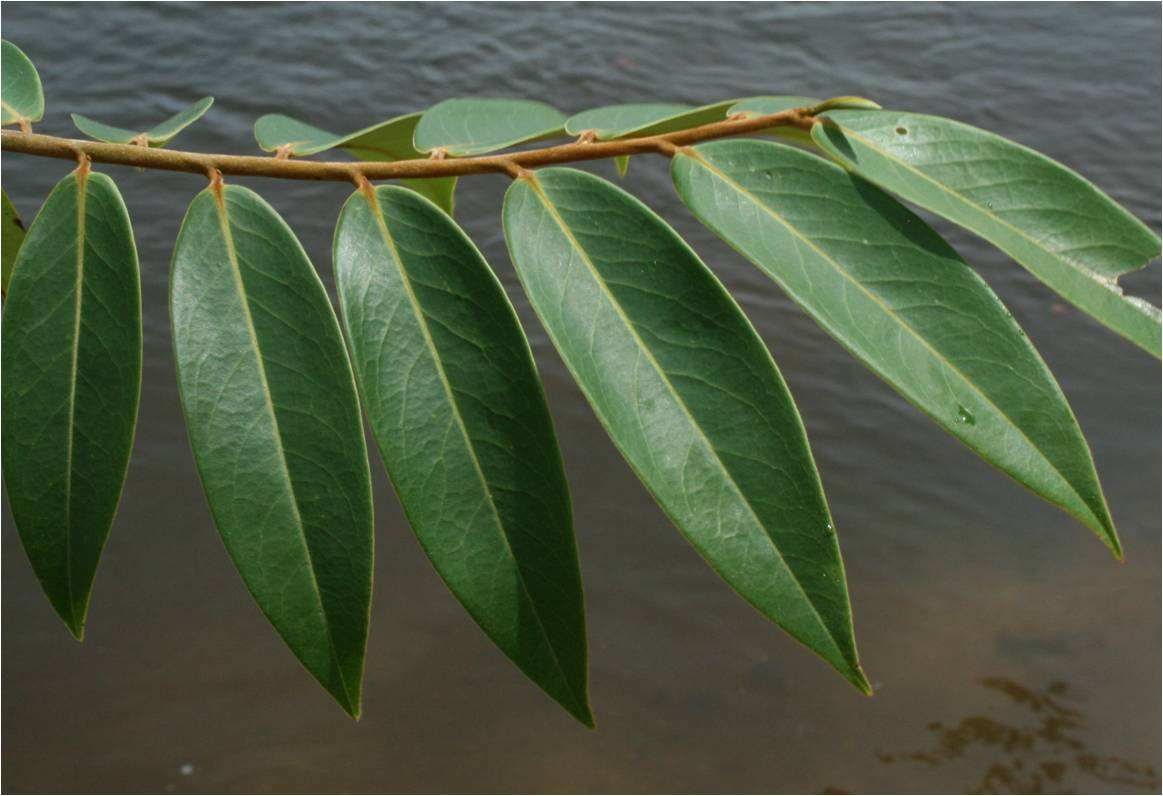
Olistění xylopie vonné
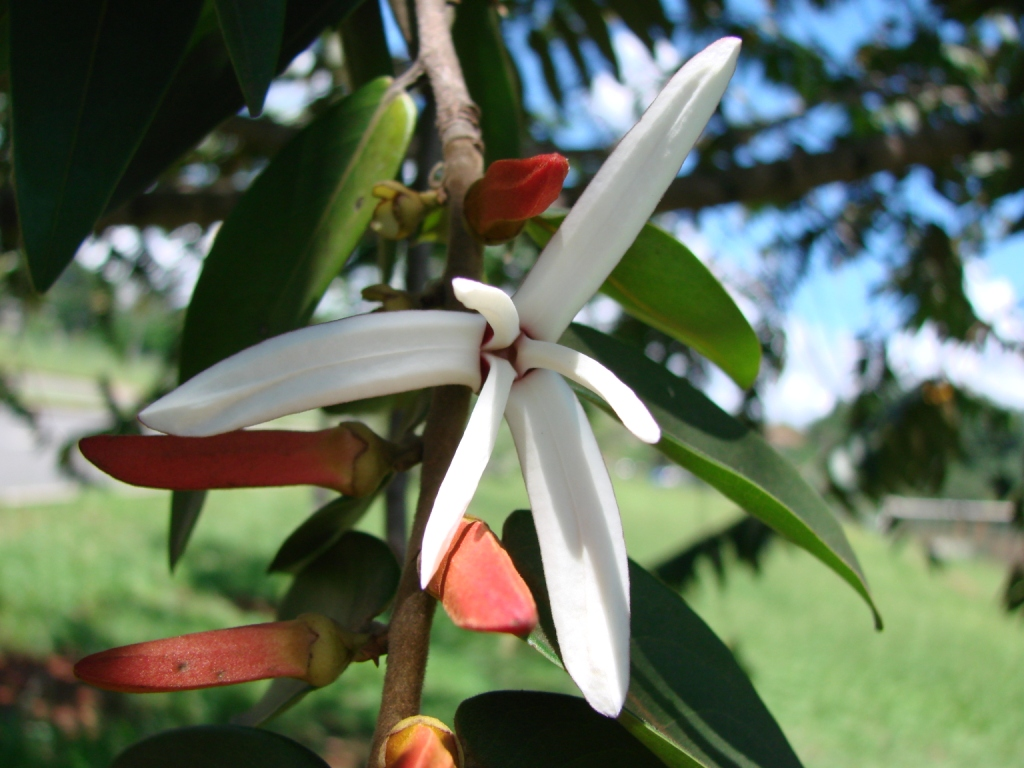
Květ xylopie vonné
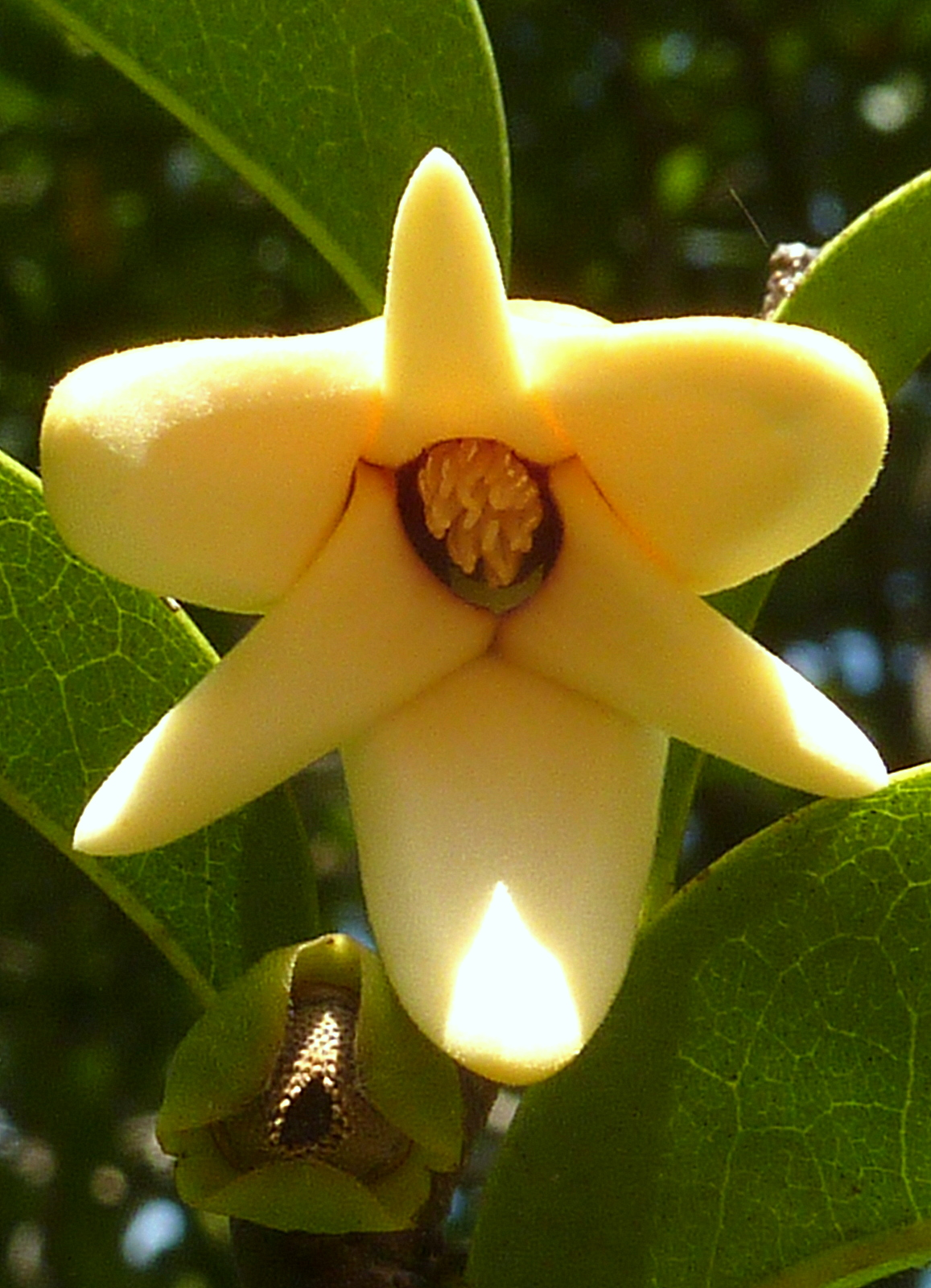
Detail květu Xylopia laevigata
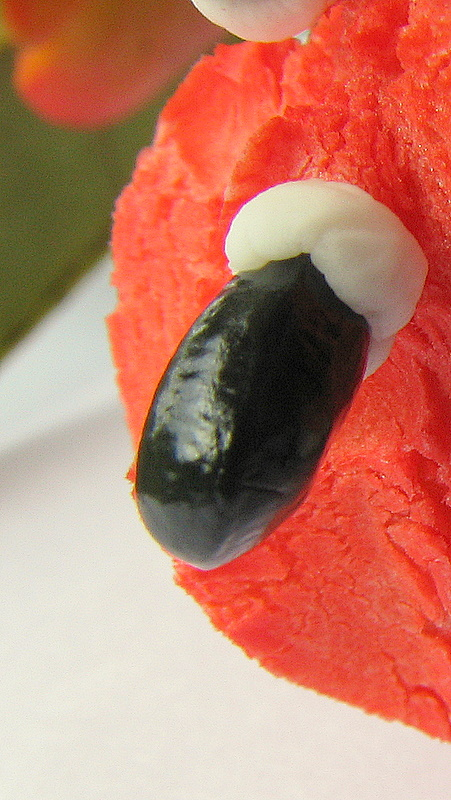
Semeno Xylopia laevigata s míškem

## Rozšíření
Ros xylopie zahrnuje asi 172 druhů a je to druhý největší rod čeledi láhevníkovité. Jako jediný rod čeledi je rozšířen v tropech celého světa, tedy v Africe, Asii, Austrálii i tropické Americe. Z tropické Ameriky je uváděno asi 40 druhů. Areál sahá od jižního Mexika a Karibských ostrovů po Bolívii a severovýchodní Argentinu.
V tropické Africe se vyskytuje asi 45 druhů, centrum druhové diverzity je v rovníkové Africe v okolí Guinejského zálivu. Rod není zastoupen na jihu kontinentu, okolo Afrického rohu a v některých zemích Sahelu. Roste i na Madagaskaru a jiných ostrovech západního Indického oceánu.
V Asii se xylopie vyskytují v Indii a v oblasti od Indočíny přes jihovýchodní Asii po Tichomoří. V Austrálii je jejich výskyt omezen na vlhčí severovýchodní oblasti kontinentu.
V Číně roste jediný druh, Xylopia vielana, který přesahuje z Indočíny na jih provincie Kuang-si.

## Ekologické interakce
Většina druhů xylopií je opylována drobnými druhy brouků zejména z čeledí nosatcovití, mandelinkovití, lesknáčkovití a drabčíkovití. U některých druhů jsou hlavními opylovači třásněnky. Bylo zjištěno, že květy aktivně vytvářejí teplo (až o 8 °C více než v okolním prostředí), čímž se také zintenzivňuje vůně květu lákající opylovače. U srílanského druhu X. championi byli jako hlavní opylovači zjištěni nosatci rodu Endaeus. Latinskoamerický druh xylopie vonná kvete ve dne a květy mají sladkou, aromatickou vůni, zatímco Xylopia benthamii rozkvétá na noc a voní po ovoci.

## Taxonomie
Rod Xylopia je v rámci čeledi Annonaceae řazen do podčeledi Annonoideae a tribu Xylopieae. Nejblíže příbuzným rodem je Artabotrys (asi 107 druhů v tropech Starého světa). Vývojové centrum je v Africe, přičemž oba rody se od sebe oddělily asi před 54 až 63 milióny let. K divergenci rodu Xylopia došlo před asi 30 až 23 milióny let, tedy v době, kdy byl již gondwanský superkontinent rozpadlý. K rozšíření rodu na americký kontinent proto nejspíše došlo dálkovým přenosem.
Africké xylopie byly známy již ve středověku. První písemný záznam, popisující plody a semena, pochází z díla perského učence Avicenny (980–1037 n. l.). V evropské literatuře se o xylopii poprvé zmiňuje Matthioli v roce 1565, který rostlinu nazývá Piper aethiopicum. V roce 1756 popsal Patrick Browne dva druhy z Jamajky pod rodovým názvem Xylopicron, který Carl Linné o tři roky později zkracuje na Xylopia. Toto jméno bylo zprvu používáno výhradně pro americké druhy, zatímco druhy Starého světa byly řazeny do jiných rodů, jmenovitě Habzelia a Coelocline. Tyto rody byly vřazeny do rodu Xylopia v polovině 19. století. Později byl vřazen i rod Unona.

## Zástupci
- xylopie etiopská (Xylopia aethiopica)
- xylopie vonná (Xylopia aromatica)[14]

## Význam
Xylopie jsou v Africe, Asii i Latinské Americe těženy pro dřevo.
V Malajsii se těží zejména druhy Xylopia ferruginea, Xylopia fusca a Xylopia stenopetala. Dřevo bývá podobně jako u jiných stromů čeledi láhevníkovité obchodováno pod názvem mempisang. V Africe se těží zejména xylopie etiopská, obchodovaná pod názvem okala, Xylopia hypolampra (ekui) a Xylopia quintasii (elo).
V Latinské Americe se těží například druhy xylopie vonná, Xylopia benthamii, Xylopia frutescens, Xylopia sericea, Xylopia sericophylla aj. Využití dřeva je poměrně různorodé, používá se např. jako stavební dřevo (trámy, vzpěry), v truhlářství, na paluby, bedny, držadla nástrojů ap.
Kůra xylopií je vláknitá a velmi pevná a lokálně se z ní zhotovují provazy.
Plody xylopie etiopské byly v minulosti dováženy do Evropy jako pálivé koření. V současné době se však za tímto účelem využívají pouze v Africe, a to zejména k aromatizaci kávy, palmového vína a místních pokrmů. Přidávají se také k tabáku. Rozdrcená semena jsou společně s jiným kořením také používána jako parfém na tělo nebo oblečení. Semena některých druhů (xylopie vonná, Xylopia frutescens, Xylopia sericea) se v tropické Americe využívají jako koření a náhrada černého pepře. Kůra Xylopia pierrei je v Indočíně přidávána do betelového sousta. V Indii se ke stejnému účelu používají plody americké xylopie vonné.
Některé druhy jsou v tropech vysazovány jako okrasné dřeviny nebo používány k zalesňování (xylopie vonná, Xylopia emarginata, Xylopia frutescens, Xylopia sericea). Kůra a listy některých druhů (Xylopia acutiflora, X. hypolampra, X. parviflora) jsou v Africe používány k omámení ryb při rybolovu. K podobným účelům je využíván i americký druh X. amazonica. (tzv. barbasko).
Celá řada druhů xylopií je využívána v domorodé medicíně. Nejširší využití má v tomto směru africký druh xylopie etiopská. Silice obsažené v plodech, listech a kůře stonku i kořenů tohoto druhu mají antibakteriální účinky. Byla prokázána aktivita vůči Bacillus subtilis, Escherichia coli, Staphylococcus aureus, Pseudomonas aeruginosa a houbě Candida albicans. Odvar z plodů a extrakt z kůry se používá k obkladům na vředy a boláky. Extrakt ze semen slouží k vypuzení střevních parazitů. Rozemletá semena se vtírají do čela ke zmírnění bolestí hlavy a neuralgií. Sušená dužnina plodů se kouří při astmatu. Listy a plody jsou používány při léčení diabetes. V Nigérii je tento druh používán k léčení rakoviny.
V africké medicíně jsou také využívány druhy Xylopia acutiflora, Xylopia parviflora, Xylopia staudtii a Xylopia villosa.
Odvar z listů a kůry Xylopia ferruginea je v Indii používán k zastavení zvracení. Odvar z kořenů Xylopia malayana je v Malajsii podáván k rekonvalescenci po porodu.
Nálev z listů a stonku jihoamerického druhu Xylopia benthamii má sedativní účinky a je používán k navození spánku.
Amazonský druh Xylopia amazonica má silné diuretické účinky a působí proti parazitům, původci malárie, leishmaniózy a spavé nemoci. Nálev z drcených plodů se používá při léčbě úplavice. Antimalarický účinek má také Xylopia emarginata.